# Palicourea aubletii
Espèce
Synonymes
Selon Tropicos (29 mai 2024)
- Nonatelia paniculata Aubl.
- Oribasia paniculata (Aubl.) J.F. Gmel.
- Psychotria flexuosa Willd.
- Psychotria paniculata (Aubl.) Raeusch.

Selon GBIF (29 mai 2024)
- Chiococca paniculata L.f.
- Nonatelia paniculata Aubl.
- Oribasia paniculata (Aubl.) J.F.Gmel.
- Palicourea aubletii Delprete & J.H.Kirkbr.
- Psychotria flexuosa Willd.
- Psychotria lhotzkyana Schltdl.
- Psychotria paniculata (Aubl.) Forsyth f.
- Psychotria paniculata (Aubl.) Raeusch.
- Psychotria paniculata (L.f.) Willd.
- Psychotria paniculata var. oblongata DC.
- Uragoga flexuosa Kuntze
- Uragoga paniculata (L.f.) Kuntze

Palicourea aubletii est une espèce d'arbuste d'Amérique du sud, appartenant à la famille des Rubiaceae.

## Description
Palicourea aubletii est un arbuste ou petit arbre glabre, atteignant jusqu'à 3 m de haut.
Les feuilles mesurent 18-21 × 3,5-12 cm avec des pétioles longs de 5-10 mm.
Les stipules sont persistantes, interpetiolaires et parfois brièvement réunies autour de la tige, triangulaires, longues de 2,5-4 mm, émarginées ou bilobées jusqu'à la moitié de leur longueur, avec des lobes triangulaires.
L'inflorescence est terminale, paniculée, avec un pédoncule long de 3,5-7 cm, une portion ramifiée mesurant 5-9 × 4-7 cm, les bractées florales réduites, et les pédicelles longs de 0-0,5 mm.
Le limbe du calice est long d'environ 0,2 mm, subtronculé.
La corolle est blanche ou vert pâle, avec le tube long d'environ 3 mm, et des lobes d'environ 1 mm.
Le fruit est subglobuleux, noir, mesurant 3-3,5 × 4-4,5 mm, contenant 2 pyrènes, avec une cavité ventrale centrale arrondie assez profonde, et dorsalement strié.

En 1953, Lemée en propose la description suivante de Palicourea aubletii :

« [Psychotria] paniculata Raeusch. ,(N. paniculata Aubl., P. flexuosa w.). Arbrisseau glabre ; feuilles de 0,10-0,16 sur 0,04-0,06, ovales ou oblongues acuminées-caudées, à base atténuée en pétiole, avec environ 9 paires de nervures, stipules de 3 mm., triangulaires bidentées ; panicules à pédoncule de 0,0.6 environ, à ramifications espacées, avec ou sans bractées ; fleurs sessiles ou presque, articulées à la base, glabres, calice réduit à une bordure denticulée, corolle de 3 mm., hypocratérimorphe, un peu pubescente en dedans ; drupe ? - Maroni : camp Godebert (R. Benoist). »

— Albert Lemée, 1953.

## Répartition
Palicourea aubletii est présent du Venezuela (Bolívar, Amazonas) au Brésil, en passant par le Guyana, le Suriname, et la Guyane.

## Écologie
Palicourea aubletii pousse dans les forêts d'altitude, à 300-1 100 m d'altitude.

## Protologue
En 1775, le botaniste Aublet a premièrement décrit Palicourea aubletii sous le nom de Nonatelia paniculata et en a proposé le protologue suivant : 

« 2. NONATELIA (paniculaia) foliis ovatis, acutis, florum calicibus nudis. {Tabula 70. Fig. 2.)
Planta perennis, quadripedalis. Caulis nodofus, ramoſus. Folia oppoſita, ovato-oblonga, acuta, glabra, integerrima, petiolata, vaginæ amplexicauli, quadridentatæ adnexa. Flores terminates, paniculati. Calix nodoſus. Corolla alba. Bacca violacea.
Florebat fructumque ferebat Auguſto.
Habitat Caïennæ locis ſterilibus.

L'AZIER à panicule. (PLANCHE 70. Fig.2)
Cette plante eſt une eſpèce du même genre que la précédente [Nonatelia officinalis] : elle en diffère, parcequ'elle a les tiges plus hautes, plus branchues, que les feuilles ſont plus grandes ; que celles qui pouffent nouvellement ſont de couleur orangée, Les fleurs ſont auſſi plus grandes, & ſont portées par des panicules longues & éparſes. Chaque paquet eſt compoſé de trois fleurs, dont l'intermédiaire eſt ſeſſile. 
Le calice n'a point décailles à ſa baſe, Le fruit eſt liſſe, violet, & contient cinq oſſelets. 
Cette plante croît dans les mêmes lieux que la précédente. »

— Fusée-Aublet, 1775.